# Vilho Suomi
Vilho Konstantin Suomi, född 10 oktober 1906 i Helsingfors, död där 19 juli 1979, var en finländsk  litteraturhistoriker.
Suomi disputerade 1952 vid Helsingfors universitet med en avhandling om den unge Volter Kilpi. Han tjänstgjorde 1947–1962 som redaktör för tidningen Uusi Suomis litterära avdelning och var 1967–1972 biträdande professor i inhemsk litteratur vid Helsingfors universitet.
Suomi översatte fack- och skönlitteratur från svenska och engelska till finska och publicerade bland annat en historik över Rundradion 1926–1951 (1951). En korrespondens mellan honom och författaren Volter Kilpi publicerades 1993 i boken (red. Pirjo Lyytikäinen) Vieras, vieras minä olen kaikille: Volter Kilven ja Vilho Suomen kirjeenvaihto 1937–1939.